# 東京都立桜修館中等教育学校
東京都立桜修館中等教育学校（とうきょうとりつおうしゅうかんちゅうとうきょういくがっこう）は、東京都目黒区八雲に所在する東京都立中等教育学校。

## 概要
1929年、府立高等学校 (旧制)として東京府立第一中学校（現・東京都立日比谷高等学校）内に開校。1932年に現在の場所に移転し1949年に東京都立大学附属高等学校と改称した。2006年に中等教育学校として改編され中高一貫校化した。校風や伝統は旧制府立高等学校や東京都立大学附属高等学校の流れを汲み、現在でも東京都立大学との交流が盛んである。校名は、旧制府立高校から受け継がれている桜の校章に由来する。
2学期制で、6年間を前期課程（1～3年）と後期課程（4～6年）に分けている。50分×6時間制が取られている。

### 校訓・教育理念
旧制府立高等学校の初代校長川田正澂は、「英国イートン校の教育に倣い、格調高い人物養成を軸に、日本の旧制高等学校の伝統である自由と正義を重んじ、真理を愛好する自主的な高校精神」を教育理念とした。
現在は、高い知性（論理的に課題を解決する力・自主的な表現力）、広い視野（人権や生命、他人の心を尊重し、社会に貢献しようとする態度）、強い意志（責任を持って行動する姿勢、課題に根気よく立ち向かえる精神力と体力）を含む「真理の探究」が校訓である。

### 外国語教育
大学進学重視を前面に打ち出しており、土曜日や長期休業中の補習・講習の充実が図られているなど、学力向上を図っている。英語の副教材にはプログレス・イン・イングリッシュを使用。英語教育推進校に指定されており、ICTを用いたオンライン英会話が英語の授業時間内に行われているなど、英語教育に力を入れている。
後期課程以降には中国語、ハングル語（韓国朝鮮語）、ドイツ語、フランス語、スペイン語などの第二外国語を希望することにより受講することができる。「留学特講」では海外の大学に進学を希望する生徒の語学力向上などを行う。

### 論理を学ぶ
論理的な思考力や表現力を育成することを重視しており、「国語で論理を学ぶ」や「数学で論理を学ぶ」などの独自科目が実施されている。また、５年生になると、
探究的な学びの集大成として研究論文を作成する。

## 基礎データ

### 交通
- 東急東横線都立大学駅 徒歩10分
- 東急バス
  - 都立01・黒07・多摩01 「都立大学附属高校前」で下車
  - 都立34・都立35 「めぐろ区民キャンパス」で下車

### 象徴
校章、校旗、校歌は府立高等学校以来のものを使用している。
- 校章

校章は桜（の内側）に旭日である。
- 校歌

「校歌」　昭和10年発表。作詞・蔵田延男　作曲・實吉捷郎
「嗚呼西山の（雲はれて）」と呼ばれている。当時学生であった蔵田延男（地質学者、理学博士）により作られた歌である。曲については、府立高等学校の教官であった實吉捷郎（独文学者）により作曲された曲が、現在の校歌に引き継がれている。
- 学生歌

「青春という」　昭和13年発表。作詞・山下肇　作曲・永田丕
主な学生歌として挙げられるのが「青春という」である。東京都立大学の応援歌としても伝唱しているが、桜修館中等教育学校では現在はほとんど使われることはない。

### 校風
前身の府立高等学校・都立大学付属高等学校から引き継がれている「自由と自治」である。

### 校則
校則については「規則」というよりも「マナー」という考えがなされ、特に後期課程ではその流れが色濃く残っている。そのため、「校則」ではなく「学校生活のきまり」という名称が使われてる。

### 制服
制服は、八雲の木々を意識した深緑色（ほとんど黒に近い）のブレザーで、スラックスまたはスカートを着用する。前期課程は灰色が基調のネクタイ・リボン、後期課程は紺色が基調のネクタイ・リボンを着用する。

### 歴代校長
- 初代：石坂康倫
- 第2代：須藤勝
- 第3代：小林洋司
- 第4代：金田喜明
- 第5代：鳥屋尾史郎
- 第6代：石崎規生

## 沿革
- 1929年 2月 - 府立高等学校（尋常科4年、高等科3年の7年制）として設立。
- 1929年 4月 - 東京府麹町区永田町の東京府立第一中学校（現・日比谷高等学校）内で開校。
- 1932年 4月 - 東京府荏原郡碑衾町（現在地）に移転
- 1943年 7月 - 東京都制の実施に伴い、都立高等学校と改称。
- 1948年 4月 - 新学制により、都立高等学校尋常科第4学年を東京都立新制高等学校第1学年とする（都立高等学校高等科は1949年設立の東京都立大学の母体となる）。
- 1949年 4月 - 男女共学制実施
- 1949年 12月 - 東京都立大学附属高等学校と改称
- 1991年  - 東京都立大学が八王子市南大沢へ全面移転
- 2004年 4月 - 東京都立大学附属高等学校内に目黒地区中等教育学校（仮称）の開設準備室が設置され、初代校長 石坂康倫、開設準備室に着任。
- 2005年 10月 - 校名が東京都立桜修館中等教育学校に決定。
- 2006年 4月 - 開校。第1回入学式挙行。
- 2011年 3月 - 前身の東京都立大学附属高等学校が閉校。

## 行事
クラスマッチ、記念祭、合唱コンクールの3つの行事は三大行事と呼ばれ、都立大学附属高等学校から受け継いだものである。行事幹部と呼ばれる組織がそれぞれ運営する。

### クラスマッチ
いわゆる体育祭である。5月頃に校内(まれに一部球技を校外の体育館で行う)で3日間にわたり開催され、１日目と２日目に球技が、３日目に団体競技が行われる。旧制府立高等学校時代から行われている伝統ある行事である。原則非公開。

### 記念祭
いわゆる学園祭である。9月初旬から中旬頃の週末に、校内で2日間にわたり実施される。旧制府立高等学校時代から行われている伝統ある行事である。

### 合唱コンクール
3月の卒業式後に学校の敷地の隣にあるめぐろパーシモンホール（都立大学跡地）で実施される。非公開。

## 部活動

### 文化系
- 吹奏楽部
- フィールドワーク部
- 日本文化部
  - 茶道班
  - かるた班
- 創作部
- 写真部
- 美術部
- 軽音楽部（後期課程のみ）
- 科学部

### 運動系
- サッカー部
- 硬式テニス部（男・女）
- 女子バレーボール部
- バドミントン部
- 剣道部
- バスケットボール部（男・女）
- 水泳部
- 陸上競技部
- 野球部
- 弓道部

### 過去に存在していた部活動
- ESS部
- 卓球部
- ダンス部
- 演劇部

## 研究会・同好会
- 合唱同好会
- 家庭科同好会
- メディアアート研究会

## 卒業後の進路
令和4年（11期生）
進路内訳：大学進学88%、進学準備11%、短大・専門学校1％、就職0％
大学進学者内訳：国公立大学理系23%、国公立大学文系12%、私立大学理系25%、私立大学文系40%

## 提携校

### 姉妹校
- ワイヌイオマタハイスクール（HP）（ニュージーランド）

生徒が夏季休業中に１２日間語学研修に行き授業に参加する。また、ニュージーランドの生徒の訪日時に来校し交流活動を行う。

## 学校関係者

### 著名な教職員

#### 前身校（府立・都立大学付属）
府立高等学校 (旧制)#歴代校長または東京都立大学附属高等学校#教職員を参照

#### 桜修館
- 石坂康倫
- 須藤勝
- 小林洋司
- 稲垣俊介

### 著名な出身者

#### 前身校（府立・都立大学付属）
府立高等学校 (旧制)#著名な出身者または東京都立大学附属高等学校#著名な出身者を参照

#### 桜修館
- 樋口柚子（3期生） - 女優、モデル
- 樋口日奈（4期生） - 女優、モデル、乃木坂46元メンバー
- 齋藤周（7期生） - 福岡ソフトバンクホークス GM付データ分析担当